# Eritreisch-dschibutischer Grenzkonflikt

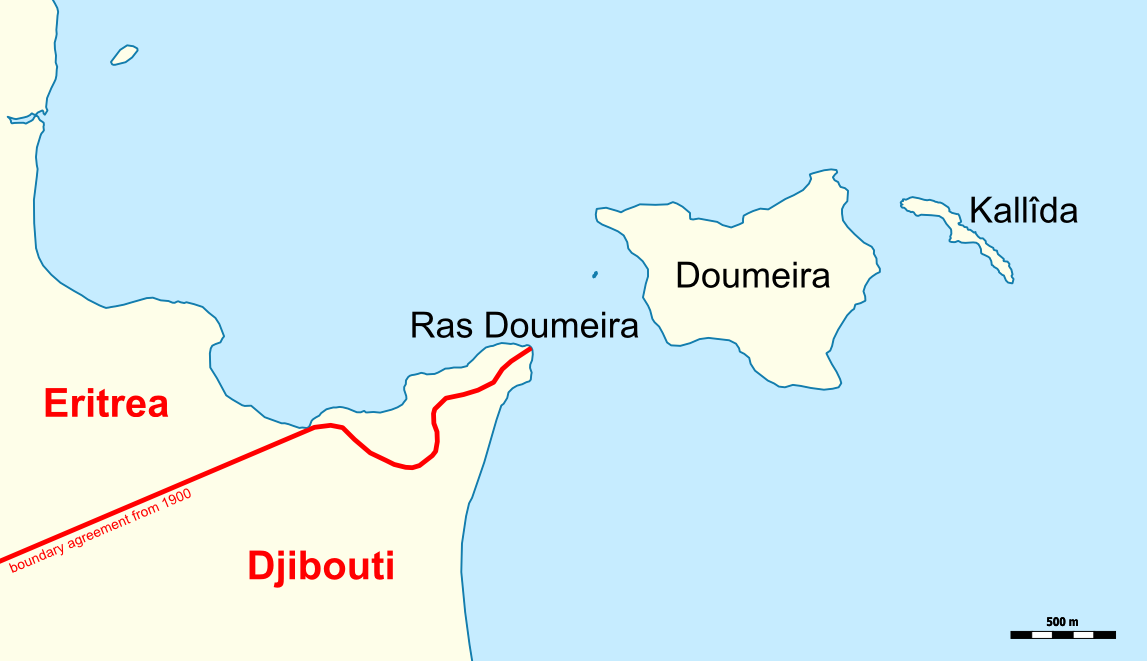
Karte des umstrittenen Gebietes

Der Grenzkonflikt zwischen Dschibuti und Eritrea betrifft das Gebiet Ras Doumeira an der Küste des Roten Meeres an der Grenze der beiden nordostafrikanischen Staaten Dschibuti und Eritrea. Er spitzte sich zuletzt ab dem 16. April 2008 zu, als von dschibutischer Seite berichtet wurde, eritreische Militäreinheiten seien auf dschibutisches Gebiet vorgedrungen und hätten auf beiden Seiten der Grenze Gräben ausgehoben. Vom 10. bis 13. Juni desselben Jahres brachen Kämpfe zwischen eritreischen und dschibutischen Truppen aus.

## Hintergrund und Vorgeschichte
Das umstrittene Gebiet umfasst eine Erhebung (Hügel) mit Namen Gabla oder Ras Doumeira und die vorgelagerte kleine Insel Doumeira. Bis auf die kleine, strategisch unbedeutende Ansiedlung Rahayta (Raheita) von ethnischen Afar ist das Gebiet unbewohnt. Fischer befahren gelegentlich die Gewässer.
Der Grenzverlauf wurde Ende des 19./Anfang des 20. Jahrhunderts zwischen der damaligen italienischen Kolonialmacht Eritreas und den französischen Kolonialherren Dschibutis festgelegt, dies jedoch nach Ansicht mancher Experten nur vage. So vereinbarten Italien und Frankreich 1901, dass kein Drittstaat Ras Doumeira kontrollieren solle und Grenzfragen später genauer geregelt werden sollten. Dschibuti ist jedoch der Ansicht, ein Vertrag von 1897 teile Ras Doumeira eindeutig Frankreich und damit dem heutigen Dschibuti zu. Eritrea hingegen berief sich auf ein nie ratifiziertes Französisch-Italienisches Abkommen von 1935.
Während Dschibuti bis zu seiner Unabhängigkeit 1977 französisch blieb, wurde Eritrea an das benachbarte Äthiopien angegliedert. Eritreische Rebellen kämpften seit den 1960er Jahren für die Unabhängigkeit von Äthiopien, die 1993 schließlich erreicht wurde. Die Beziehungen Eritreas zu seinen Nachbarstaaten und besonders zu Äthiopien blieben seither gespannt. So kam es 1995 zu Auseinandersetzungen mit Jemen um die Hanisch-Inseln. 1996 wäre es beinahe zum Krieg mit Dschibuti gekommen, nachdem letzteres Eritrea beschuldigt hatte, Ras Doumeira bombardiert zu haben. Als es 1998–2000 zum offenen Grenzkrieg zwischen Äthiopien und Eritrea kam, brach Eritrea zwischenzeitlich die Beziehungen zu Dschibuti wegen dessen wirtschaftlichen und politischen Beziehungen zu Äthiopien ab. Dschibuti warf Eritrea vor, Rebellen in seinem Gebiet zu unterstützen (vgl. Dschibutischer Bürgerkrieg).
Für das jüngste Vorgehen Eritreas in dem Grenzkonflikt werden unterschiedliche Gründe genannt. Manche eritreische Oppositionelle sind der Meinung, die von Kritikern als diktatorisch bezeichnete Regierung Eritreas wolle damit von inneren Problemen ablenken. Ausländische Beobachter verweisen des Weiteren auf die jüngere Geschichte Eritreas mit dem jahrzehntelangen Unabhängigkeitskampf und auf den bis heute ungelösten Grenzstreit mit Äthiopien, in dem die USA gegenwärtig Druck auf Eritrea ausüben. Die USA sowie Frankreich sind in Dschibuti militärisch präsent.

## Ereignisse 2008

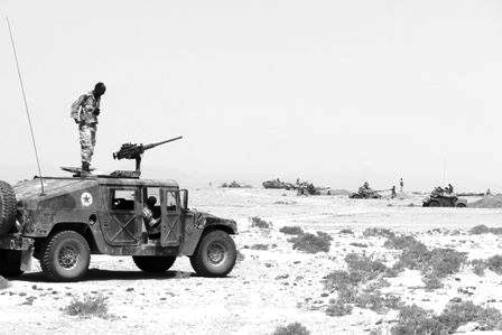
Dschibutische Truppen und leichte gepanzerte Fahrzeuge in der Nähe der Grenze

Nach Angaben der Regierung Dschibutis ersuchte Eritrea im Januar 2008 darum, im Grenzgebiet Sand für den Bau einer Straße holen zu dürfen. Eritreische Truppen hätten dann jedoch einen Hügel besetzt, Befestigungen gebaut und Gräben ausgehoben. Dschibuti bat in einem Brief an den Sicherheitsrat der Vereinten Nationen um ein Eingreifen des Sicherheitsrates und gab an, Eritrea habe neue Landkarten herausgegeben, auf denen Ras Doumeira als Teil Eritreas dargestellt sei. Eritrea bestritt jegliche Probleme mit Dschibuti und die Stationierung von Truppen an der Grenze.
Am 10. Juni liefen nach dschibutischen Angaben einige eritreische Soldaten nach Dschibuti über. Dschibutische Truppen seien daraufhin unter Beschuss von eritreischen Truppen gekommen, welche die Deserteure zurückholen wollten. Bis zum 13. Juni sei es zu weiteren Kämpfen gekommen. Insgesamt sollen neun dschibutische Soldaten getötet und 60 verletzt worden sein. Auf eritreischer Seite sollen nach dschibutischen Angaben etwa 100 getötet, 21 desertiert und 100 gefangen genommen worden sein. Frankreich, das in Dschibuti militärisch präsent ist, unterstützte die dschibutische Seite militärisch. Äthiopien kündigte an, seinen bedeutenden Handelsweg durch Dschibuti gegebenenfalls militärisch zu sichern.
Bei einem Besuch bei verwundeten Soldaten sagte Dschibutis Präsident Ismail Omar Guelleh: „Wenn Eritrea Krieg will, wird es ihn bekommen“. Auf die Frage, ob sich die beiden Länder im Krieg befänden, antwortete er mit: „Absolut.“

## Internationale Reaktionen
Das US State Department verurteilte Eritrea für seine „Aggression“ gegen Dschibuti. Der UN-Sicherheitsrat rief beide Seiten zur Zurückhaltung und zu einer diplomatischen Lösung des Konflikts auf. Die Arabische Liga rief Eritrea auf, seine Truppen von der Grenze abzuziehen. Der Friedens- und Sicherheitsrat der Afrikanischen Union verurteilte auf einer von Eritrea boykottierten Sitzung die „Militäraktion Eritreas gegen Dschibuti“ und forderte Eritrea auf, sich aus dschibutischem Territorium zurückzuziehen. Eritrea wies Vorwürfe von Fehlverhalten zurück. Einer vorgeschlagenen Fact-finding mission der Afrikanischen Union hat es bislang nicht zugestimmt.